# DeVonta Smith
DeVonta Smith (geboren am 14. November 1998 in Amite City, Louisiana) ist ein US-amerikanischer American-Football-Spieler auf der Position des Wide Receivers. Er spielte College Football für die Alabama Crimson Tide. In der Saison 2020 wurde Smith mit der Heisman Trophy als bester College-Football-Spieler ausgezeichnet. Im NFL Draft 2021 wurde er in der ersten Runde von den Philadelphia Eagles ausgewählt. Mit den Eagles gewann Smith den Super Bowl LIX.

## College

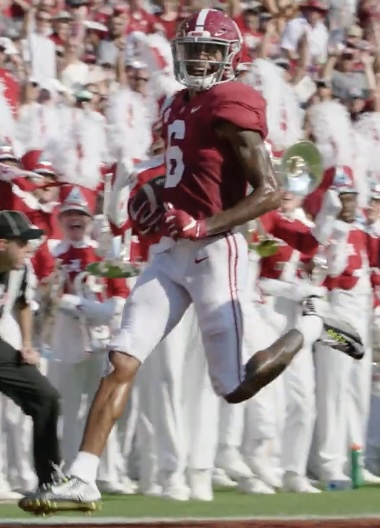
DeVonta Smith (2019)

Smith ging auf die Highschool in seiner Heimatstadt Amite City in Louisiana und spielte dort Football als Wide Receiver, als Cornerback und als Kick Returner. Ab 2017 ging er auf die University of Alabama, um College Football für die Alabama Crimson Tide zu spielen.
In seiner Saison als Freshman 2017 sah Smith wenig Einsatzzeit und fing acht Pässe für 160 Yards und drei Touchdowns, dennoch wurde er in einem Spiel zum entscheidenden Faktor. Mit Alabama stand Smith am 8. Januar 2018 zum Abschluss der Saison im College Football Playoff National Championship Game gegen Georgia. Er fing in der Overtime bei 2nd Down & 26 den entscheidenden Touchdownpass von Tua Tagovailoa für 41 Yards zum 26:23-Endstand, womit die Crimson Tide die nationale Meisterschaft gewann. Als Sophomore bestritt er 10 von 14 Spielen von Beginn an und konnte 42 Pässe fangen, mit denen er 693 Yards Raumgewinn und sechs Touchdowns erzielte. Alabama stand erneut im Finale um die nationale College-Meisterschaft, unterlag in diesem Jahr allerdings den Clemson Tigers.
Als Junior konnte Smith sich als Spitzenspieler etablieren. Gegen Ole Miss fing er 2019 elf Pässe für 274 Yards Raumgewinn und fünf Touchdowns, beides waren jeweils neue Rekorde an seiner Universität für ein Spiel. Mit insgesamt 1256 Yards und 14 Touchdowns führte Smith sein Team 2019 in diesen Statistiken an. Er wurde in das All-Star-Team der Southeastern Conference (SEC) gewählt.
In der Saison 2020 wurde Smith nach dem Abgang von Henry Ruggs III und Jerry Jeudy in Richtung der NFL sowie der Verletzung von Jaylen Waddle nach wenigen Spielen zum klaren Nummer-Eins-Receiver der Crimson Tide. Im Spiel gegen die Kentucky Wildcats am 21. November fing Smith seinen insgesamt 32. Touchdownpass für Alabama und brach damit den Rekord von Amari Cooper, der ebenfalls für Alabama gespielt hatte, für die meisten gefangenen Touchdowns eines Spielers aus der SEC. Beim 52:46-Sieg von Alabama gegen Florida im SEC Championship Game fing Smith 15 Pässe für 184 Yards Raumgewinn und zwei Touchdowns. Damit überholte er Cooper auch als Spieler der Crimson Tide mit den meisten Receiving Yards. Im Anschluss an die Regular Season wurde Smith von der Associated Press als Player of the Year ausgezeichnet und wurde damit der erste Wide Receiver, der diese seit 1998 vergebene Auszeichnung gewann. Beim 31:14-Sieg von Alabama gegen die Notre Dame Fighting Irish im Rose Bowl am 1. Januar 2021 fing er sieben Pässe für 130 Yards und drei Touchdowns. Smith wurde zum Offensive MVP des Spiels gewählt. Auch im College Football Playoff National Championship Game gegen die Ohio State Buckeyes gewann Smith die Auszeichnung als MVP. In der ersten Hälfte fing er 12 Pässe für 215 Yards und drei Touchdowns, bevor er das Spiel wegen einer Verletzung seiner rechten Hand früh im dritten Viertel verlassen musste. Alabama gewann das Spiel mit 52:24, womit Smith seine zweite nationale Meisterschaft gewann.
Bei der Wahl zur Heisman Trophy 2020 setzte sich Smith gegen die Quarterbacks Trevor Lawrence, Mac Jones und Kyle Trask durch. Damit war er der erste Wide Receiver seit Desmond Howard 1991, der die Auszeichnung als bester College-Football-Spieler erhielt. Darüber hinaus gewann er den Fred Biletnikoff Award als bester Passempfänger und wurde zum Unanimous All-American gewählt. Wegen seiner ungewöhnlich schlanken Statur erhielt Smith von seinen Teamkollegen den Spitznamen Slim Reaper (schlanker Sensenmann).

## NFL
Im NFL Draft 2021 wurde Smith an 10. Stelle von den Philadelphia Eagles ausgewählt. Die Eagles gaben einen Drittrundenpick an die Dallas Cowboys ab, um von der 12. Stelle zwei Plätze nach vorne zu rücken und zu verhindern, dass die New York Giants – ebenso wie Dallas ein Divisionskonkurrent von Philadelphia – Smith auswählen würden. Am 3. Juni 2021 unterschrieb Smith bei den Philadelphia Eagles einen vierjährigen Rookie-Vertrag, welcher auf 20,1 Millionen US-Dollar dotiert ist.
Bei seinem NFL-Debüt gegen die Atlanta Falcons am ersten Spieltag fing Smith sechs Pässe für 71 Yards und erzielte einen Touchdown. Am vierten Spieltag konnte Smith sieben Pässe für 122 Yards fangen, damit gelang ihm sein erstes 100-Yard Spiel. Im Spiel gegen die Denver Broncos in Woche 10 fing Smith vier Pässe für 66 Yards Raumgewinn und zwei Touchdowns. Smith beendete seine Rookie-Saison mit 64 gefangenen Pässen für 916 Yards Raumgewinn und fünf Touchdowns. Damit stellte Smith einen neuen Franchiserekord für die meisten Receiving-Yards eines Spielers in seiner Rookie-Saison bei den Philadelphia Eagles auf, den zuvor DeSean Jackson mit 912 Yards hielt. Mit den Eagles erreichte er in dieser Saison die Play-offs.
In seinem zweiten Jahr in der NFL, der Saison 2022, bildete Smith zusammen mit Neuzugang A. J. Brown (88 Catches für 1496 Yards, elf Touchdowns) eines der besten Wide-Receiver-Duos der Liga. Smith fing 95 Pässe für 1196 Yards und sieben Touchdowns. Damit stellte er einen neuen Franchiserekord für die meisten gefangenen Pässe in einer Saison auf. Er zog mit den Eagles in den Super Bowl LVII ein, in dem die den Kansas City Chiefs mit 35:38 unterlagen. Dabei fing Smith sieben Pässe für 100 Yards.
In der Saison 2023 fing Smith 81 Pässe für 1066 Yards und sieben Touchdowns. Das letzte Spiel der Regular Season musste Smith wegen einer Knöchelverletzung aussetzen, womit er erstmals in seiner NFL-Karriere ein Spiel verpasste. Bei der Play-off-Niederlage gegen die Tampa Bay Buccaneers in der ersten Runde, bei der A. J. Brown fehlte, fing Smith acht Pässe für 148 Yards.
Im April 2024 einigte Smith sich mit den Eagles auf eine Verlängerung seines Vertrages um drei Jahre im Wert von 75 Millionen US-Dollar bis 2028. In der Saison 2024 kam er nur auf 13 Spiele, da er drei Partien verletzungsbedingt verpasste und am sportlich bedeutungslosen letzten Spieltag der Regular Season nicht eingesetzt wurde. Er fing 68 Pässe für 833 Yards und stellte mit acht Touchdowns einen neuen Karrierebestwert auf. Smith zog mit den Eagles in der Super Bowl LIX ein. Beim 40:22-Sieg gegen die Kansas City Chiefs fing er vier Pässe für 69 Yards und einen Touchdown.

### NFL-Statistiken
| 2021                               | Philadelphia Eagles | 17 | 16 | 64  | 916  | 14,3 | 46 | 5  | 1 | 1 |
| 2022                               | Philadelphia Eagles | 17 | 17 | 95  | 1196 | 12,6 | 45 | 7  | 1 | 1 |
| 2023                               | Philadelphia Eagles | 16 | 16 | 81  | 1066 | 13,2 | 63 | 7  | 1 | 1 |
| 2024                               | Philadelphia Eagles | 13 | 13 | 68  | 833  | 12,3 | 49 | 8  | 0 | 0 |
| Total                              | Total               | 63 | 62 | 308 | 4011 | 13,0 | 63 | 27 | 3 | 3 |
| Quelle: pro-football-reference.com |                     |    |    |     |      |      |    |    |   |   |